# Grodzisko w Błotach
Grodzisko w Błotach – grodzisko stożkowe zlokalizowane w Zamczu, części wsi Błota (gmina Lubsza, województwo opolskie), na działce nr 252. 

## Charakterystyka
Jest to grodzisko średniowieczne, pochodzące z XIII-XVI wieku. Ma powierzchnię 0,2 ha i jest mało czytelne w terenie, mocno splantowane. Znajduje się na nim cmentarz. Niektórzy autorzy zaliczają ten obiekt do tzw. grodzisk ryczyńskich, ale według Janusza Kramarka nie jest to prawdopodobnie możliwe. Co prawda grodzisko nie jest zbyt oddalone od obiektów ryczyńskich, powstało jednak, najwcześniej w połowie XIII w., a zatem w czasie, gdy kasztelania ryczyńska zmierzała już do upadku.
Stanowisko wpisane do rejestru zabytków województwa opolskiego pod numerem A-294/70.
Błota były również punktem osadniczym kultury łużyckiej (okresu halsztackiego).